# Ednet Luís De Oliveira
|  | Per altres persones amb el sobrenom de Dinei, vegeu Dinei. |

Dinei, nom complet Ednet Luís De Oliveira (14 de febrer del 1981) és un futbolista brasiler que a data del 2009 no té contracte amb cap equip.